# Леонтин Прайс
Мери Вайълет Леонтин Прайс (на английски: Mary Violet Leontyne Price) е американска оперна певица (сопран).
Родена е на 10 февруари 1927 година в Лоръл, щата Мисисипи, в афроамериканско работническо семейство. От ранна възраст свири на пиано и пее в църковни хорове, през 1948 година завършва Централния щатски университет, след което учи пеене в школата „Джулиард“ в Ню Йорк. След успешно участие в главната женска роля на операта „Порги и Бес“ на Джордж Гершуин през 1952 година се налага като първата афроамериканска певица с водещи роли в големите американски оперни театри. Работи активно в операта до 1997 година.